# Ekatarina Velika
Ekatarina Velika (EKV) (serb. Екатарина Велика) – jugosłowiański zespół nowofalowo-rockowy, istniejący w latach osiemdziesiątych i dziewięćdziesiątych XX wieku. Wyznaczył kierunek rozwoju jugosłowiańskiej i serbskiej sceny rockowej na wiele następnych lat. Nazwa pochodzi od Katarzyny II carycy Rosji, choć grupa często sygnowała swoje nagrania także skrótem EKV. Wokalista i lider grupy Milan Mladenović odwiedził Polskę jesienią 1981 wraz z zespołem Šarlo akrobata.

## Historia
Zespół powstał w 1982 w Belgradzie, po rozpadzie grupy Šarlo akrobata. Utworzyli go: wokalista/gitarzysta Milan Mladenović, gitarzysta Dragomir „Gagi” Mihajlović (obaj z Šarlo akrobata), basista Zoran „Švaba” Radomirović oraz perkusista Dušan Dejanović. Tego ostatniego zmienił wkrótce Branko „Mango” Kuštrin, a dodatkowo w grupie pojawiła się grająca na instrumentach klawiszowych Margita „Magi” Stefanović. W 1983 w zespole na miejsce Kuštrina i Radomirovicia pojawili się: Ivan „VD” Vdović (kolejny były muzyk z Šarlo akrobata) oraz Bojan Pečar. Muzycy przyjęli nazwę Katarina II. Pod koniec roku został nagrany materiał, który ukazał się na płycie Katarina II w 1984. Album uważany jest za jedną z najlepszych płyt jugosłowiańskiego rocka lat osiemdziesiątych. Na uwagę zasługuje fakt, że na całej płycie trudno jest znaleźć przebojowe kompozycje, a poszczególne piosenki są silnie osadzone w tradycji nowej fali. W 1985, rok po odejściu z grupy Dragomira Mihajlovicia (odszedł również Vdović, którego zastąpił Ivan „Firči” Fece), muzycy zostali zmuszeni do zmiany nazwy na Ekatarina Velika. Dragomir Mihajlović rościł pretensje o prawa autorskie do starszej nazwy zespołu Katarina II. W tym samym roku ukazała się druga płyta Ekatarina Velika, mająca bardziej melodyjne i przebojowe brzmienie, a w składzie pojawił się kolejny perkusista Ivan „Raka” Ranković. W 1986 roku zespół zagrał wiele entuzjastycznie przyjętych koncertów, co zaowocowało wydaniem koncertowego albumu 19LIVE86 – swoistego podsumowania pierwszego etapu działalności grupy. Wraz z końcem lat osiemdziesiątych i postępującym rozpadem Jugosławii, muzyka EKV nabierała coraz bardziej mrocznego i depresyjnego charakteru. W 1989 roku ukazał się album o proroczym (jak się później okazało) tytule Samo par godina za nas (pol. Tylko parę lat dla nas). W 1991 już po wybuchu krwawej wojny domowej w Jugosławii, muzycy nagrali najbardziej mroczny brzmieniowo album pt. Dum Dum. Był on swoistym odzwierciedleniem frustracji społecznej, panującej wówczas we wszystkich republikach kraju (stojącego u progu nadchodzących konfliktów zbrojnych). W 1993 roku pojawiła się ostatnia studyjna płyta EKV Neko nas posmatra, której klimat był bardziej popowy i odmienny od poprzednich albumów, choć z niektórych piosenek, jak np. Anestezija bił wciąż niepokój i tajemnicza melancholia. Zespół rozpadł się w listopadzie 1994 wraz ze śmiercią wokalisty i frontmana zespołu Milana Mladenovicia, u którego trzy miesiące wcześniej zdiagnozowano nowotwór złośliwy trzustki. Pogrzeb lidera EKV w słynnej cerkwi prawosławnej pod wezwaniem świętego Marka w centrum Belgradu, zgromadził prawie dziesięć tysięcy jego fanów oraz licznych przyjaciół zespołu.
Obecnie pięciu byłych muzyków grupy nie żyje: Ivan Vdović (zm. 25 września 1992), Milan Mladenović (zm. 5 listopada 1994), Bojan Pečar (zm. 13 października 1998), Dušan Dejanović (zm. 16 listopada 2000) i Margita Stefanović (zm. 18 września 2002).

## Muzyka i teksty
Niepokojąca muzyka i pesymistyczne teksty Milana Mladenovicia, wyrażające zagubienie człowieka żyjącego we współczesnej cywilizacji, lęk przed wojną i nieuchronność śmierci były swojego rodzaju zapowiedzią ciężkich czasów, które miały nadejść na Bałkanach w latach dziewięćdziesiątych ubiegłego stulecia. Muzyka EKV stała się manifestem całego pokolenia Serbów, których młodość zbiegła się z burzliwym okresem dezintegracji socjalistycznej Jugosławii, eksplozją nacjonalizmów, nienawiści etnicznej oraz upadkiem norm moralnych. Mimo rozpadu państwa, zespół zachował swój kultowy status we wszystkich krajach, które powstały na gruzach dawnej Jugosławii. Wiele piosenek grupy – „Još samo par godina za nas”, „Tonemo” czy „Idemo” stało się gorzkimi hymnami tamtych trudnych lat.

## Muzycy
- Milan Mladenović – śpiew, gitara (1982–1994)
- Dragomir „Gagi” Mihajlović – gitara (1982–1984)
- Zoran „Švaba” Radomirović – gitara basowa (1982)
- Dušan Dejanović – perkusja (1982)
- Margita „Magi” Stefanović – instr. klawiszowe, śpiew (1982–1994)
- Branko „Mango” Kuštrin – perkusja (1982–1983)
- Bojan Pečar – gitara basowa (1983–1990)
- Ivan „VD” Vdović – perkusja (1983–1984)
- Ivan „Firči” Fece – perkusja (1984–1985, 1988)
- Ivan „Raka” Ranković – perkusja (1985–1987)
- Srđan „Žika” Todorović – perkusja (1987–1990)
- Marko Milivojević – perkusja (1990–1994)
- Miško „Plavi” Petrović – gitara basowa (1990–1991)
- Dušan Petrović – gitara basowa (1991)
- Bata Božanić – gitara basowa (1991)
- Dragiša „Ćima” Uskoković – gitara basowa (1991–1993)
- Boško „Bole” Stanojević – gitara basowa (1994)

## Dyskografia

### Albumy studyjne
- Katarina II (1984) – jako Katarina II
- Ekatarina Velika (1985)
- S' vetrom uz lice (1986)
- Ljubav (1987)
- Samo par godina za nas (1989)
- Dum Dum (1991)
- Neko nas posmatra (1993)

### Albumy koncertowe
- 19LIVE86 (1987)
- Live ’88 (1997)
- Kao u snu – EKV Live 1991 (2001)

### Albumy kompilacyjne
- Kao Nada, Kao Govor, Kao More... (1997)
- Ekatarina Velika (2004)
- EKV revisited (2007)

### Single
- „Zemlja / Prvi i poslednji dan” (1987)
- „Par godina za nas / Iznad grada” (1989)

### Tribute albumy
- Kao da je bilo nekad (2002) – album poświęcony Milanowi Mladenoviciowi